# Volley-ball aux Jeux olympiques d'été de 1996
Navigation
Barcelone 1992 Sydney 2000
Les compétitions de volley-ball aux Jeux olympiques d'été de 1996 se sont déroulées du 20 juillet 1996 au 4 août 1996 à Atlanta.
Il s'agit de la 9e apparition aux Jeux olympiques pour le volley-ball et de la 1re pour le beach-volley.

## Podiums
| Épreuves              | Or | Argent | Bronze |
| --------------------- | --- | --- | --- |
| Volley-ball masculin  | Pays-Bas Misha Latuhihin Henk Jan Held Brecht Rodenburg Guido Görtzen Richard Schuil Ron Zwerver Bas van de Goor Jan Posthuma Olof van der Meulen Peter Blangé Rob Grabert Mike van de Goor | Italie Andrea Gardini Marco Meoni Pasquale Gravina Paolo Tofoli Samuele Papi Andrea Sartoretti Marco Bracci Lorenzo Bernardi Luca Cantagalli Andrea Zorzi Andrea Giani Vigor Bovolenta | RF de Yougoslavie Đorđe Ðurić Žarko Petrović Vladimir Batez Željko Tanasković Dejan Brđović Đula Mešter Slobodan Kovač Nikola Grbić Vladimir Grbić Rajko Jokanović Goran Vujević Andrija Gerić |
| Volley-ball féminin   | Cuba Taismary Agüero Ana Ivis Fernández Idalmis Gato Lilia Izquierdo Magalys Carvajal Marlenis Costa Mireya Luis Raisa O'Farrill Regla Bell Regla Torres Yumilka Ruiz Mirka Francia         | Chine Lai Yawen Li Yan Cui Yong-Mei Wu Yongmei Wang Yi (en) He Qi Wang Ziling Sun Yue Wang Lina Liu Xiaoning Pan Wenli Zhu Yunying                                                     | Brésil Ana Moser Ida Ana Paula Hilma Leila Virna Márcia Fu Filó Ana Flávia Fernanda Fofão Sandra                                                                                               |
| Beach volley masculin | États-Unis Karch Kiraly Kent Steffes | États-Unis Mike Whitmarsh Mike Dodd | Canada John Child Mark Heese |
| Beach volley féminin  | Brésil Sandra Jackie Silva | Brésil Mônica Rodrigues Adriana Samuel | Australie Natalie Cook Kerri-Ann Pottharst |

## Tableau des médailles
| Rang  | Nation      | Or | Argent | Bronze | Total |
| ----- | ----------- | -- | ------ | ------ | ----- |
| 1     | Brésil      | 1  | 1      | 1      | 3     |
| 2     | États-Unis  | 1  | 1      | 0      | 2     |
| 3     | Pays-Bas    | 1  | 0      | 0      | 1     |
| 3     | Cuba        | 1  | 0      | 0      | 1     |
| 4     | Italie      | 0  | 1      | 0      | 1     |
| 4     | Chine       | 0  | 1      | 0      | 1     |
| 5     | Canada      | 0  | 0      | 1      | 1     |
| 5     | Australie   | 0  | 0      | 1      | 1     |
| 5     | Yougoslavie | 0  | 0      | 1      | 1     |
| TOTAL | TOTAL       | 4  | 4      | 4      | 12    |

## Compétition masculine
Le Volley-ball aux Jeux olympiques d'été de 1996 est la neuvième édition, organisé par la FIVB en liaison avec le Comité international olympique. Il s'est tenu du 21 juillet 4 août, 1996 au Stegeman Colisée de L'Université de la Géorgie d'Athens, en Géorgie et au Omni Coliseum d'Atlanta (Géorgie).

### Qualification
Les États-Unis sont qualifiés en tant que nation hôte, l'Italie (1er), les Pays-Bas (2e) et le Brésil (3e) se sont qualifiés en terminant aux trois premières places à la Coupe du monde de volley-ball 1995, tandis que la Russie (Europe), Cuba (NORCECA), Argentine (Amérique du Sud), la Corée du Sud (Asie) et la Tunisie (Afrique) ont remporté leur tournoi de qualification continental. La Bulgarie, la Yougoslavie et la Pologne se sont qualifiées en remportant les tournois de qualification olympique, qui se sont tenus à Espinho au Portugal, Munich en Allemagne et Patras en Grèce (du 3 mai 5 mai, 1996).

### Équipes participantes
| Group A - Argentine - Brésil - Bulgarie - Cuba - Pologne - États-Unis | Group B - Italie - Pays-Bas - Russie - Corée du Sud - Tunisie - Yougoslavie |

### Phase préliminaire

#### Poule A
| Rg | Équipe     | Points | G | P | SG | SP | Ratio | PG  | PP  | Ratio |
| -- | ---------- | ------ | - | - | -- | -- | ----- | --- | --- | ----- |
| 1  | Cuba       | 9      | 4 | 1 | 12 | 5  | 2.400 | 233 | 191 | 1.212 |
| 2  | Brésil     | 8      | 3 | 2 | 10 | 8  | 1.250 | 210 | 187 | 1.123 |
| 3  | Bulgarie   | 8      | 3 | 2 | 10 | 8  | 1.250 | 225 | 212 | 1.062 |
| 4  | Argentine  | 8      | 3 | 2 | 9  | 9  | 1.000 | 222 | 225 | 0.987 |
| 5  | États-Unis | 7      | 2 | 3 | 10 | 9  | 1.111 | 241 | 233 | 1.034 |
| 6  | Pologne    | 5      | 0 | 5 | 1  | 15 | 0.067 | 151 | 234 | 0.645 |

#### Poule B
| Rk | Team         | Points | W | L | SW | SL | Ratio | PW  | PL  | Ratio |
| -- | ------------ | ------ | - | - | -- | -- | ----- | --- | --- | ----- |
| 1  | Italie       | 10     | 5 | 0 | 15 | 0  | MAX   | 225 | 138 | 1.630 |
| 2  | Pays-Bas     | 9      | 4 | 1 | 12 | 3  | 4.000 | 209 | 131 | 1.595 |
| 3  | Yougoslavie  | 8      | 3 | 2 | 9  | 8  | 1.125 | 215 | 191 | 1.126 |
| 4  | Russie       | 7      | 2 | 3 | 7  | 9  | 0.777 | 196 | 201 | 0.975 |
| 5  | Corée du Sud | 6      | 1 | 4 | 3  | 12 | 0.250 | 156 | 198 | 0.788 |
| 6  | Tunisie      | 5      | 0 | 5 | 1  | 15 | 0.067 | 98  | 240 | 0.408 |

### Phase finale
|  | Quarts de finale                      | Quarts de finale                      |                                |                                | Demi-finales                    | Demi-finales                    |   |  | Finale                                 | Finale                                 |
|  | Quarts de finale                      | Quarts de finale                      |                                |                                | Demi-finales                    | Demi-finales                    |   |  | Finale                                 | Finale                                 |
|  |                                       |                                       |                                |                                |                                 |                                 |   |  |                                        |                                        |
|  | 31-07-1996 15-6 15-5 8-15 14-16 15-10 | 31-07-1996 15-6 15-5 8-15 14-16 15-10 |                                |                                | 02-08-1996 12-15 15-8 6-15 7-15 | 02-08-1996 12-15 15-8 6-15 7-15 |   |  | 04-08-1996 12-15 15-9 14-16 15-9 15-17 | 04-08-1996 12-15 15-9 14-16 15-9 15-17 |
|  | 31-07-1996 15-6 15-5 8-15 14-16 15-10 | 31-07-1996 15-6 15-5 8-15 14-16 15-10 |                                |                                | 02-08-1996 12-15 15-8 6-15 7-15 | 02-08-1996 12-15 15-8 6-15 7-15 |   |  | 04-08-1996 12-15 15-9 14-16 15-9 15-17 | 04-08-1996 12-15 15-9 14-16 15-9 15-17 |
|  | Yougoslavie                           | 3                                     |                                |                                | 02-08-1996 12-15 15-8 6-15 7-15 | 02-08-1996 12-15 15-8 6-15 7-15 |   |  | 04-08-1996 12-15 15-9 14-16 15-9 15-17 | 04-08-1996 12-15 15-9 14-16 15-9 15-17 |
|  | Yougoslavie                           | 3                                     |                                |                                | 02-08-1996 12-15 15-8 6-15 7-15 | 02-08-1996 12-15 15-8 6-15 7-15 |   |  | 04-08-1996 12-15 15-9 14-16 15-9 15-17 | 04-08-1996 12-15 15-9 14-16 15-9 15-17 |
|  | Brésil                                | 2                                     |                                |                                | 02-08-1996 12-15 15-8 6-15 7-15 | 02-08-1996 12-15 15-8 6-15 7-15 |   |  | 04-08-1996 12-15 15-9 14-16 15-9 15-17 | 04-08-1996 12-15 15-9 14-16 15-9 15-17 |
|  | Brésil                                | 2                                     | Yougoslavie                    | 1                              |                                 |                                 |   |  | 04-08-1996 12-15 15-9 14-16 15-9 15-17 | 04-08-1996 12-15 15-9 14-16 15-9 15-17 |
|  | 31-07-1996 15-12 9-15 7-15 4-15       |                                       | Yougoslavie                    | 1                              |                                 |                                 |   |  | 04-08-1996 12-15 15-9 14-16 15-9 15-17 | 04-08-1996 12-15 15-9 14-16 15-9 15-17 |
|  |                                       | Italie                                | 3                              |                                |                                 |                                 |   |  | 04-08-1996 12-15 15-9 14-16 15-9 15-17 | 04-08-1996 12-15 15-9 14-16 15-9 15-17 |
|  | Argentine                             | Italie                                | 3                              | 1                              |                                 |                                 |   |  | 04-08-1996 12-15 15-9 14-16 15-9 15-17 | 04-08-1996 12-15 15-9 14-16 15-9 15-17 |
|  | Argentine                             |                                       |                                | 1                              |                                 |                                 |   |  | 04-08-1996 12-15 15-9 14-16 15-9 15-17 | 04-08-1996 12-15 15-9 14-16 15-9 15-17 |
|  | Italie                                | 3                                     |                                |                                |                                 |                                 |   |  | 04-08-1996 12-15 15-9 14-16 15-9 15-17 | 04-08-1996 12-15 15-9 14-16 15-9 15-17 |
|  | Italie                                | 3                                     | Italie                         | 2                              |                                 |                                 |   |  |                                        |                                        |
|  | 31-07-1996 14-16 15-9 3-15 13-15      |                                       | Italie                         | 2                              |                                 |                                 |   |  |                                        |                                        |
|  |                                       | Pays-Bas                              | 3                              |                                |                                 |                                 |   |  |                                        |                                        |
|  | Pays-Bas                              | Pays-Bas                              | 3                              | 3                              |                                 |                                 |   |  |                                        |                                        |
|  | Pays-Bas                              | 02-08-1996 15-6 15-6 15-10            |                                | 3                              |                                 |                                 |   |  |                                        |                                        |
|  | Bulgarie                              | 1                                     |                                |                                |                                 |                                 |   |  |                                        |                                        |
|  | Bulgarie                              | 1                                     | Pays-Bas                       | 3                              |                                 |                                 |   |  |                                        |                                        |
|  | 31-07-1996 13-15 15-17 11-15          | 31-07-1996 13-15 15-17 11-15          | Pays-Bas                       | 3                              | Match pour la 3e place          | Match pour la 3e place          |   |  |                                        |                                        |
|  | 31-07-1996 13-15 15-17 11-15          | 31-07-1996 13-15 15-17 11-15          |                                | Russie                         | Match pour la 3e place          | Match pour la 3e place          | 0 |  |                                        |                                        |
|  | Cuba                                  | 0                                     | 04-08-1996 15-8 7-15 15-8 15-9 | 04-08-1996 15-8 7-15 15-8 15-9 |                                 |                                 | 0 |  |                                        |                                        |
|  | Cuba                                  | 0                                     | 04-08-1996 15-8 7-15 15-8 15-9 | 04-08-1996 15-8 7-15 15-8 15-9 |                                 |                                 |   |  |                                        |                                        |
|  | Russie                                | 3                                     |                                | Yougoslavie                    | 3                               |                                 |   |  |                                        |                                        |
|  | Russie                                | 3                                     |                                | Yougoslavie                    | 3                               |                                 |   |  |                                        |                                        |
|  |                                       |                                       |                                |                                |                                 |                                 |   |  | Russie                                 | 1                                      |
|  |                                       |                                       |                                |                                |                                 |                                 |   |  | Russie                                 | 1                                      |

### Matchs de classement
|  | 5-8e place                             | 5-8e place                       |          |   | 5e place                     | 5e place                     |
|  | 5-8e place                             | 5-8e place                       |          |   | 5e place                     | 5e place                     |
|  |                                        |                                  |          |   |                              |                              |
|  | 01-08-1996 15-10 15-3 13-15 15-9       | 01-08-1996 15-10 15-3 13-15 15-9 |          |   | 02-08-1996 15-12 16-14 16-14 | 02-08-1996 15-12 16-14 16-14 |
|  | 01-08-1996 15-10 15-3 13-15 15-9       | 01-08-1996 15-10 15-3 13-15 15-9 |          |   | 02-08-1996 15-12 16-14 16-14 | 02-08-1996 15-12 16-14 16-14 |
|  | Brésil                                 | 3                                |          |   | 02-08-1996 15-12 16-14 16-14 | 02-08-1996 15-12 16-14 16-14 |
|  | Brésil                                 | 3                                |          |   | 02-08-1996 15-12 16-14 16-14 | 02-08-1996 15-12 16-14 16-14 |
|  | Argentine                              | 1                                |          |   | 02-08-1996 15-12 16-14 16-14 | 02-08-1996 15-12 16-14 16-14 |
|  | Argentine                              | 1                                | Brésil   | 3 |                              |                              |
|  | 01-08-1996 15-4 15-12 16-17 15-12      |                                  | Brésil   | 3 |                              |                              |
|  |                                        | Cuba                             | 0        |   |                              |                              |
|  | Cuba                                   | Cuba                             | 0        | 3 |                              |                              |
|  | Cuba                                   |                                  |          | 3 |                              |                              |
|  | Bulgarie                               | 1                                |          |   |                              |                              |
|  | Bulgarie                               | 1                                | 7e place |   |                              |                              |
|  |                                        |                                  |          |   |                              |                              |
|  | 02-08-1996 15-10 15-10 7-15 7-15 20-18 |                                  |          |   |                              |                              |
|  |                                        |                                  |          |   |                              |                              |
|  | Bulgarie                               | 3                                |          |   |                              |                              |
|  | Bulgarie                               | 3                                |          |   |                              |                              |
|  | Argentine                              | 1                                |          |   |                              |                              |
|  | Argentine                              | 1                                |          |   |                              |                              |

### Classement final
| Place              | Équipe         |
| ------------------ | -------------- |
| Médaille d'or      | Pays-Bas       |
| Médaille d'argent  | Italie         |
| Médaille de bronze | RF Yougoslavie |
| 4                  | Russie         |
| 5                  | Brésil         |
| 6                  | Cuba           |
| 7                  | Bulgarie       |
| 8                  | Argentine      |
| 9                  | États-Unis     |
| 10                 | Corée du Sud   |
| 11                 | Pologne        |
| 12                 | Tunisie        |

## Compétition féminine

### Classement final
| Place              | Équipe       |
| ------------------ | ------------ |
| Médaille d'or      | Cuba         |
| Médaille d'argent  | Chine        |
| Médaille de bronze | Brésil       |
| 4                  | Russie       |
| 5                  | Pays-Bas     |
| 6                  | Corée du Sud |
| 7                  | États-Unis   |
| 8                  | Allemagne    |

## Beach-volley

### Compétition masculine
| Médaille                            | Nom                            | Pays       |
| ----------------------------------- | ------------------------------ | ---------- |
| Médaille d'or, Jeux olympiques      | Karch Kiraly et Kent Steffes   | États-Unis |
| Médaille d'argent, Jeux olympiques  | Michael Dodd et Mike Whitmarsh | États-Unis |
| Médaille de bronze, Jeux olympiques | John Child et Mark Heese       | Canada     |

### Compétition féminine
| Médaille                            | Nom                                | Pays      |
| ----------------------------------- | ---------------------------------- | --------- |
| Médaille d'or, Jeux olympiques      | Jackie Silva et Sandra Pires       | Brésil    |
| Médaille d'argent, Jeux olympiques  | Monica Rodrigues et Adriana Samuel | Brésil    |
| Médaille de bronze, Jeux olympiques | Natalie Cook et Kerri Pottharst    | Australie |